# D.I.P.R.I.P. Warm Up
D.I.P.R.I.P. Warm Up (Die in Pain Rest in Peace) – modyfikacja gry komputerowej Half-Life 2 stworzona przez szczecińskie Exor Studios. Rozgrywka opiera się na walkach między futurystycznymi pojazdami. Kierowcy walczą w powojennych, zniszczonych sceneriach o zapasy czystej wody i paliwa.